# Jean Lartéguy
Jean Lartéguy, seudónimo de Jean Pierre Lucien Osty, fue un escritor y periodista francés que nació en Maisons-Alfort, Val de Marne el 5 de septiembre de 1920, pero creció en Aumont-Aubrac, Lozère, Francia y murió en París el 23 de febrero de 2011.
Licenciado en Historia por la Universidad de Toulouse, trabajó como secretario del historiador José Calmette. Voluntario en octubre de 1939 para luchar en la II Guerra Mundial, huyó de Francia en marzo de 1942 tras la ocupación alemana siendo detenido en España donde se le recluyó en un campo de internamiento. Liberado, se unió en África a las fuerzas de la Francia Libre y sirvió en el grupo de comandos de África. Continuará como oficial en activo durante siete años hasta pasar a la reserva con un brillante historial. Posteriormente fue corresponsal de guerra en lugares como Palestina, Corea, Indochina, Argelia, América Latina etc.
Su obra literaria de ficción se centra en la época de la descolonización con grandes éxitos como Los Centuriones y su continuación Los Pretorianos y Los Mercenarios que dieron lugar a la película Mando Perdido protagonizada por Anthony Quinn y Alain Delon. En ella se narra la guerra de Independencia de Argelia con gran dinamismo y crudeza.
Otros Títulos:
- Los Tambores de Bronce.
- La Guerra Desnuda.
- Beirut. Ocho días para Morir.
- Caballo de Fuego.
- La Búsqueda.
- Tahiti, la piragua y la Bomba.